# GALAXY SUPERNOVA
「GALAXY SUPERNOVA」（ギャラクシー・スーパーノヴァ）は、韓国のアイドルグループ、少女時代の楽曲で、日本での8枚目のシングルである。2013年9月18日にNAYUTAWAVE RECORDSから、ライブビデオ「GIRLS' GENERATION 〜Girls & Peace〜 Japan 2nd Tour〜」と同日発売された。
前作「LOVE&GIRLS」から3か月ぶりのシングルである。表題曲は、ジーンズブランド「サマンサタバサ ジーンズ」CMソングおよび「レコチョク」CMソング。ミュージック・ビデオでは、メンバーがサマンサタバサジーンズを着用している。

## 収録内容

### CD
1. GALAXY SUPERNOVA
  - 作詞・作曲：FREDERIK TAO NORDSOE SCHJOLDAN、FRIDOLIN NORDSOE SCHJORDAN、MARTIN HOBERG HEDEGAARD、KAMIKAORU
2. DO THE CATWALK
  -  作詞：JUNJI ISHIWATARI　作曲：KANATA OKAJIMA、ANDREAS OBERG、MARIA MARCUS

### 初回盤付属DVD
1. GALAXY SUPERNOVA MUSIC VIDEO